# Kvidskäret
Kvidskäret är en ö i Finland. Den ligger i Skärgårdshavet och i kommunen Pargas i den ekonomiska regionen  Åboland i landskapet Egentliga Finland, i den sydvästra delen av landet. Ön ligger omkring 68 kilometer sydväst om Åbo och omkring 210 kilometer väster om Helsingfors.
Öns area är 1,4 hektar och dess största längd är 220 meter i öst-västlig riktning. Närmaste större samhälle är Houtskär, 12,4 km öster om Kvidskäret.